# شیمی محاسباتی
شیمی محاسباتی شاخه‌ای از دانش شیمی است که از روش‌های ریاضی و مفاهیم فیزیکی برای توجیه و تفسیر پدیده‌ای شیمی استفاده می‌کند. هدف اصلی در این رشته بدست آوردن ساختارهای بهینه، خواص شیمی فیزیکی و واکنش‌پذیری ترکیبات شیمیایی با استفاده از روش‌های نظری است. محاسبات با روش‌های آغازین و روش‌های مبتنی برا اطلاعات آزمایش‌های تجربی است. محاسبات در این رشته علمی به کمک رایانه انجام پذیر است. از این رشته به‌گستردگی در تمامی شاخه‌های شیمی، بیو شیمی و داروسازی استفاده می‌شود.
روش‌های محاسباتی
تاکنون روش‌های محاسباتی بسیاری برای حل مسائل شیمی ابداع شده‌است. این روش‌ها از قوانین مکانیک کوانتوم، مکانیک کلاسیک یا ترکیبی از آن‌ها برای حل مسائل استفاده می‌کنند. انتخاب روش مناسب برای انجام محاسبات به نوع و بزرگی ساختار مورد مطالعه و همچنین نوع اطلاعاتی که مورد نیاز است بستگی دارد. اغلب این روش‌ها را می‌توان به صورت زیر طبقه‌بندی کرد:
1. روش‌های شیمی محاسباتی
2. روش‌های مکانیک مولکولی
3. روش‌های ساختار الکترونی
  - روش‌های نیمه تجربی
  - روش‌های از آغاز
  - روش‌های نظریه تابع تابع
4. روش‌های شبیه‌سازی دینامیک مولکولی
  - شبیه‌سازی دینامیک مولکولی کلاسیک
  - شبیه‌سازی دینامیک مولکولی کوانتومی
    - روش بورن اپنهایمر
    - روش کار-پارینلو